# Vanderhorstia opercularis
Vanderhorstia opercularis és una espècie de peix de la família dels gòbids i de l'ordre dels perciformes.

## Morfologia
- Els mascles poden assolir 5,1 cm de longitud total.[4]

## Hàbitat
És un peix marí, de clima tropical i associat als esculls de corall que viu entre 27-40 m de fondària.

## Distribució geogràfica
Es troba al Golf d'Aqaba (el Mar Roig).